# Шеляг-Сосонко, Юрий Романович
Шеляг-Сосонко Юрий Романович (10 января 1933, Киев — 13 декабря 2019) — советский и украинский геоботаник, академик НАН Украины (1990), доктор биологических наук (1972), профессор (1983). Основатель геоботанической школы Украины.

## Биография
Родился 10 января 1933 года в г. Киеве в семье служащего. Его ранние детские годы прошли среди природы Туркменистана, в небольшом городке Байрам-Али, куда семья переехала в 1933 году в связи с назначением на преподавательскую работу Романа Петровича — отца Юрия Романовича. В Средней Азии он закончил четыре класса и в 1945 году семья вернулась на Украину. Юношеские годы подростка проходили в живописном подольском крае, в г. Залещики Тернопольской области, который стал новым местом работы отца. В 1950 году он окончил среднюю школу и поступил на биологический факультет Черновицкого государственного университета.
После завершения учёбы в 1956 году Юрий Романович начал свой трудовой путь в должности старшего лаборанта кафедры ботаники Черновицкого университета. Здесь он занимался упорядочиванием гербария и участвовал в ряде экспедиций под руководством систематика и флориста И. В. Артемчука. На выбор направления работ и формирование научных взглядов молодого исследователя существенно повлияла геоботаник и знаток леса И. Н. Горохова. Совместно с ней Юрий Романович опубликовал несколько работ, посвящённых лесной растительности Прикарпатья.
В 1959 году Ю. Г. Шеляг-Сосонко поступил в аспирантуру Института ботаники АН УССР. Его научным руководителем был профессор А. В. Поварницын. На формирование и развитие молодого ученого оказали значительное влияние ботаники Е. М. Лавренко, В. Д. Александрова, Е. М. Брадис, А. Н. Окснер, которых Юрий Романович считает своими учителями.
Кандидатская диссертация Ю. Г. Шеляг-Сосонко была посвящена растительности Днестра «Растительность долины верхнего Днестра и её использование в народном хозяйстве». Автор исследовал различные типы растительности, выявил особенности их организации и дифференциации, что стало хорошей школой дальнейшего творческого роста молодого ученого. После защиты диссертации в 1964 году его избирают младшим, а через 2 года — старшим научным сотрудником отдела геоботаники Института ботаники АН УССР. В это время Юрий Романович становится ответственным исполнителем научных тем, которые разрабатывались в отделе геоботаники. Среди них геоботаническое изучение луговой растительности Западного Полесья, исследование влияния подтопления Киевского водохранилища на растительность прилегающих территорий и других. Но самым большим его увлечением стали леса. На основе всестороннего исследования дубовых лесов Украины он творчески развил научные идеи основателя отдела геоботаники Института ботаники Ю. Д. Клеопова. В частности, это разработка понятия о фитоценотипах и филоценогенетической классификации дубовых лесов. Результатом этих научных исследований стала защита в 1972 году докторской диссертации «Фитоценотическая характеристика Querceta roboris Украины» и выход из печати монографии «Леса формации дуба обыкновенного на территории Украины и их эволюция» (1974).
В 1972 году назначен заведующим отделом систематики и географии высших растений Института ботаники НАН Украины (с 1976 года — отдел геоботаники). В течение 1979—1984 гг. исполнял обязанности заместителя директора Института ботаники по научной работе. В 1976 году избран член-корреспондентом, а в 1990 году — академиком НАН Украины.

## Научная деятельность
С именем ученого Ю. Р. Шеляг-Сосонко связаны значительные результаты в исследовании центральных проблем теории геоботаники и классификации, районирования, картографирования, ассоциированности видов, а также эволюции растительного покрова. Он выдвинул и обосновал идею создания фитоценогенетической классификации растительности на основе исторических, эколого-ценотических комплексов и сформировал научное направление — эволюционно-ценотические исследования лесных формаций в пределах всего их ареала.
Ю. Р. Шеляг-Сосонко известен среди мирового ботанического сообщества прежде всего как ведущий знаток неморальных лесов Европы. С 1976 года он возглавляет геоботанические исследования широколиственных лесов Украины, а с 1985 года — европейской части России и Северного Кавказа. С 1981 года он является руководителем и исполнителем раздела «Широколиственные леса Восточной Европы» международной программы «Карта растительности Европы на международной основе», которая завершилась выходом 3-томного издания с участием ведущих специалистов—геоботаников европейского континента.
Ю. Р. Шеляг-Сосонко осуществил логико-методологический и теоретический анализ современной геоботаники как целостной системы знаний о растительном покрове. Определив её предмет, методы и концептуальный аппарат, он впервые предложил метод парадигмального анализа геоботанических знаний и в соавторстве с Я. И. Мовчаном и В. С. Крысаченко опубликовал монографию «Методология геоботаники». Впервые в практике заповедного дела предложил системный метод оценки раритетных фитоценозов и разработал принципы их выделения. На базе этих исследований он вместе с коллективом ученых отдела геоботаники Института ботаники НАН Украины подготовил серию монографий, посвященных заповедникам Украины, а также первую в мире «Зеленую книгу Украины», идеи которой оказались созвучны принятой значительно позже в Рио-де-Жанейро в 1992 году «Конвенции о биоразнообразии». Он также является редактором и ответственным исполнителем второго издания «Зелёной книги Украины».
Ученый выдвинул и обосновал методологию организации полифункциональной сети заповедного фонда и отдельных заповедных объектов в связи с доказанной им полифункциональной ролью растительного покрова в биосфере и различных сферах жизнедеятельности общества. Он доказал необходимость создания экосети как целостной, территориально и функционально непрерывной системы, что обеспечивает миграцию видов и поддержание экологического равновесия на всей территории Украины. В трудах, посвященных развитию экосети Украины, Ю. Г. Шеляг-Сосонко представляет методологию, теоретические положения, структуру, принципы и модели ключевых участков национального уровня экосети Украины, полностью совместимой с экосетями соседних государств. Разработанные им подходы реализованы при подготовке проектов законов Украины.
Ю. Г. Шеляг-Сосонко — президент Украинского комитета поддержки Программы ООН по окружающей среде, председатель многих комиссий и рабочих групп по вопросам формирования и реализации экологической политики на Украине. Он является членом редколлегии «Украинского ботанического журнала», журналов «Экология и ноосфера», «Почвоведение» и др., членом специализированных ученых советов по защите докторских диссертаций, автором более 500 научных трудов, в том числе 34 монографий и 5 изобретений. Много сил и энергии ученый отдает молодым исследователям — им подготовлено 26 кандидатов и 8 докторов наук. Созданная Ю. Г. Шеляг-Сосонко на Украине научная геоботаническая школа признана мировой научной общественностью. Его ученики работают в научных и образовательных учреждениях, а также в правительственных структурах, возглавляют научные и природоохранные подразделения.

## Награды
- Грамота Президиума Верховного Совета УССР (1983);
- лауреат премии АН УССР имени Н. Г. Холодного НАН Украины — за серию оригинальных работ, посвященных типологии, ценопопуляционной структуре, ценогенеза и охране неморальных лесов европейской части СССР (1988);
- Заслуженный деятель науки и техники Украины (1999).
- кавалер ордена князя Ярослава Мудрого V степени — за весомый вклад в украинскую науку и природоохранное дело и в связи с 70-летием (2003);
- лауреат Государственной премии Украины в области науки и техники — совместно с коллективом авторов за цикл работ «Разработка и внедрение научных основ и практических мер сохранения биоразнообразия как непременного условия устойчивого развития Украины» (2005);

## Основные научные труды
- Шеляг-Сосонко Ю. Р. Определитель основных растений кормовых угодий Украинской ССР / Ю. Р. Шеляг-Сосонко, Т. Л. Андриенко, А. Н. Краснова, С. С. Морозюк; Под ред. Ю. Р. Шеляг-Сосонко. — К.: «Урожай», 1980.— 212 с.
- Шеляг-Сосонко Ю. Р., Дидух Я. П. Ялтинский горно-лесной государственный заповедник: ботанико-географический очерк. — Киев: Наукова думка, 1980. — 184 с.
- Шеляг-Сосонко Ю. Р. Карадагский государственный заповедник: растительный мир / Я. П. Дидух, Ю. Р. Шеляг-Сосонко. — Киев: Наукова думка, 1982. — 152 с.
- Шеляг-Сосонко Ю. Р., Дубына Д. В. Государственный заповедник «Дунайские плавни». — Киев: Наукова думка, 1984. — 288 с.
- Шеляг-Сосонко Ю. Р., Дидух Я. П., Молчанов Е. Ф. Государственный заповедник «Мыс Мартьян». — Киев: Наукова думка, 1985. — 256 с.
- Андриенко Т. Л., Попович С. Ю., Шеляг-Сосонко Ю. Р. Полесский государственный заповедник. Растительный мир. Київ: Наукова думка, 1986, 208 с.
- Шеляг-Сосонко Ю. Р. Парадигма фітоценології // Укр. ботан. журн. — 1989. — Т. 46, № 5. — С. 5-14.
- Шеляг-Сосонко Ю. Р., Крисаченко В. С., Мовчан Я. И. и др. Методология геоботаники. — К.: Наукова думка, 1991. — 272 с.
- Шеляг-Сосонко Ю. Р., Дидух Я. П., Дубына Д. В. Продромус растительности Украины. — К.: Наукова думка, 1991. — 272 с.
- Шеляг-Сосонко Ю. Р., Стойко С. М., Вакарепко Л. М. Ліси України: сучасний стан, збереження, використання. К., 1996. — 32 с.
- Развитие экосети Украины / ред.: Ю. Г. Шеляг-Сосонко. — К.: Техпринт, 1999. — 127 с. — укр. — рус.
- Шеляг-Сосонко Ю. Р. Збереження і невиснажливе використання біорізноманіття України: стан та перспективи : Моногр. / Ю. Р. Шеляг-Сосонко, Д. В. Дубина, Л. П. Вакаренко, Я. І. Мовчан, Я. П. Дідух, І. В. Загороднюк, С. Ю. Попович, В. П. Ткач, В. М. Михалків, В. М. Мінарченко; Упр. охорони земел. ресурсів, екомережі та збереження біорізноманіття, Ін-т ботаніки ім. М. Г. Холодного НАН України. — К. : Хімджест, 2003. — 246 c. (укр.)
- Шеляг-Сосонко Ю. Р. Ліси України: біорізноманітність та збереження. // Укр. ботан. журн. — 2001. — 58, № 5. — С. 519—529. — (укp.)
- Дідух Я. П., Шеляг-Сосонко Ю. Р. Геоботанічне районування України та суміжних територій. // Укр. ботан. журн. — 2003. — Том 60. — № 1. — С. 6-11
- Шеляг-Сосонко Ю. Р., Гродзинський М. Д., Романенко В. Д. Концепция, методы и критерии создания экосети Украины. Киев: — УкрФитосоциоцентр, 2004. — 143 с.
- Шеляг-Сосонко Ю. Р. Біорізноманітність: концепція, культура та роль науки // Український ботанічний журнал — 2008. — 65, № 1. — С. 3-25.
- Шеляг-Сосонко Ю. Р. Проблеми ботанічної науки в Інституті ботаніки ім. М. Г. Холодного НАН України та в світі // Український ботанічний журнал — 2008. — 65, № 5. — С. 743—763.
- Шеляг-Сосонко Ю. Р. Роль біорізноманітності на сучасному етапі цивілізації.//Укр. ботан. журн. — 2010. — т. 67, № 1, С. 3-15
- Шеляг-Сосонко Ю. Р.Біорізноманітність, наука і суспільство. //Український ботанічний журнал. — 2011. — Т. 68, № 1, с. 21-34.
- Зелена книга України. Ліси: монографія / Ю. Р. Шеляг-Сосонко, П. М. Устименко, С. Ю. Попович, Л. П. Вакаренко; за ред. Ю. Р. Шеляга-Сосонка; НАН України, Ін-т ботаніки ім. М. Г. Холодного. — K. : Наук. думка, 2002. — 255 с. — ISBN 966-00-0776-0